# سولاجنا
سولاجنا (بالإيطالية: Solagna)‏ هي مدينة في مقاطعة مقاطعة فشنزة، في منطقة فنيتة، بشمال شرق إيطاليا.